# Шапаренко, Николай Владимирович
Никола́й Влади́мирович Шапаре́нко (укр. Микола Володимирович Шапаренко; род. 4 октября 1998, Раздольное, Донецкая область) — украинский футболист, полузащитник киевского «Динамо» и сборной Украины. Участник двух чемпионатов Европы (2020 и 2024).

## Клубная карьера
В одиннадцатилетнем возрасте переехал в Мариуполь, где около года занимался футболом в ДЮСШ-4. Затем перешёл в академию «Ильичёвца». В команде своего года рождения признавался лучшим игроком на международном юношеском турнире «Крымский подснежник». В сезоне 2014/15, выпускном для игроков 1998 года рождения в ДЮФЛ, команда «Ильичёвца» не выступала из-за войны на Донбассе, и Шапаренко с несколькими сверстниками попал в заявку мариупольцев в Премьер-лиге.
В первом взрослом сезоне молодой футболист за несколько месяцев прошёл путь от дебюта в командах U-19 и U-21 до дебюта в главной команде. В Премьер-лиге впервые вышел на поле 5 апреля 2015 года на 89-й минуте поединка «Ильичёвец» — «Шахтёр», заменив Ивана Матяжа. В день дебюта Николаю исполнилось 16 лет 6 месяцев и 1 день. Шапаренко стал первым игроком 1998 года рождения, сыгравшим в Премьер-лиге.

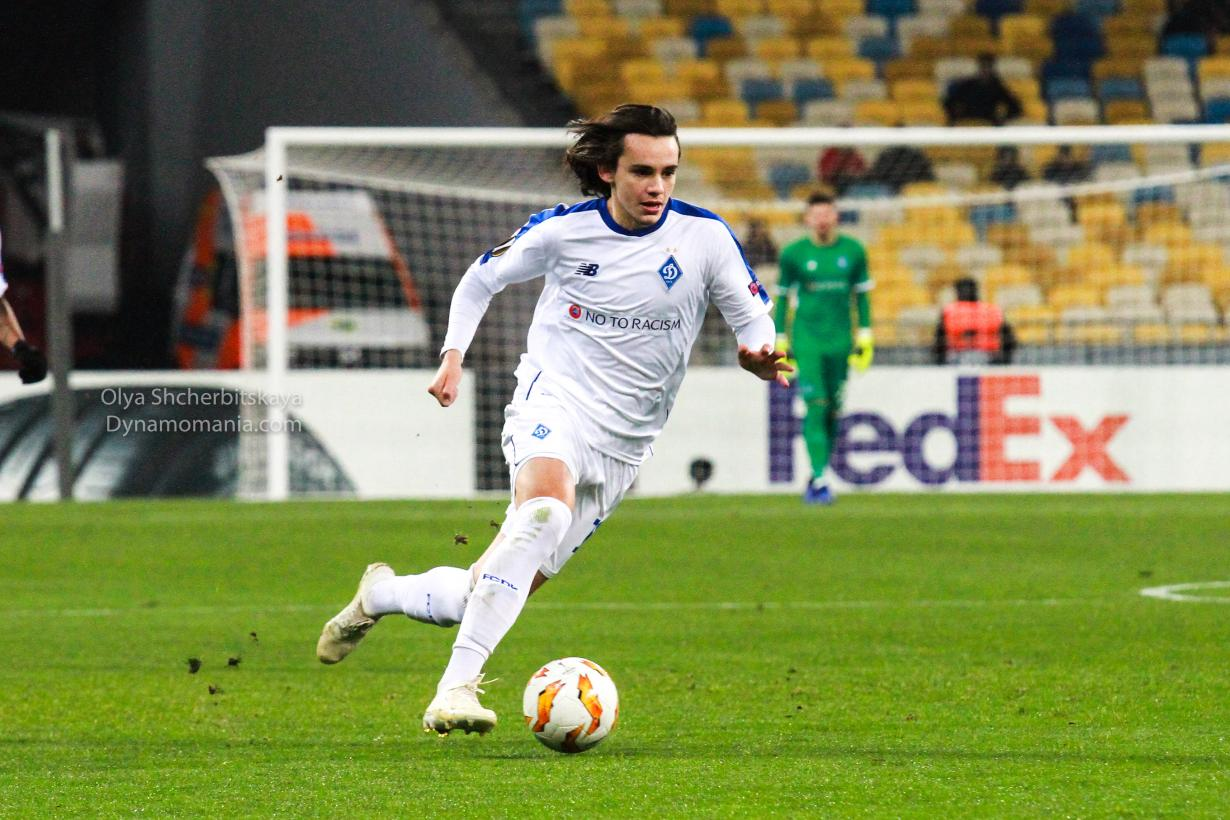
Николай Шапаренко в составе киевского «Динамо», 2018 год

30 мая того же года в последнем туре чемпионата Премьер-лиги против «Олимпика» Шапаренко вышел на 63-й минуте вместо Дмитрия Скоблова и в добавленное арбитром время отличился забитым голом. Полузащитник «Ильичевца» стал лишь 3-м игроком, забившим в чемпионатах Украины в 16-летнем возрасте. До рекорда лиги, принадлежащего Василию Демидяку из тернопольской «Нивы», ему не хватило всего несколько дней. Отличившись в 16 лет и 238 дней, Шапаренко стал вторым самым молодым автором гола в истории высшего дивизиона чемпионата Украины и первым игроком 1998 года рождения, забившим гол в Премьер-лиге.
После завершения чемпионата в прессе появилась информация об интересе к Шапаренко со стороны действующего чемпиона Украины киевского «Динамо», в котором молодой футболист и оказался летом 2015 года.
18 ноября 2017 года дебютировал за первую команду «Динамо» в матче Премьер-лиги против кропивницкой «Звезды», выйдя на замену на 90-й минуте вместо Жуниора Мораеса. В следующем матче состоялся дебют игрока в еврокубках, когда Шапаренко вышел на замену в матче Лиги Европы против «Скендербеу». В 2018 году попал в топ-50 самых перспективных молодых игроков по версии УЕФА.
24 июля 2024 года Шапаренко стал автором юбилейного, 600-го забитого мяча киевского «Динамо» в еврокубках, отметившись в матче второго квалификационного раунда Лиги чемпионов против «Партизана».
13 апреля 2025 года в поединке против «Кривбасса» провёл 200-й матч за «Динамо» во всех турнирах.

## Карьера в сборной
31 мая 2018 года состоялся дебют в составе сборной Украины в товарищеском матче против Марокко. Главный тренер Андрей Шевченко выпустил Шапаренко на поле в начале второго тайма вместо Виктора Коваленко. Матч закончился вничью 0:0.

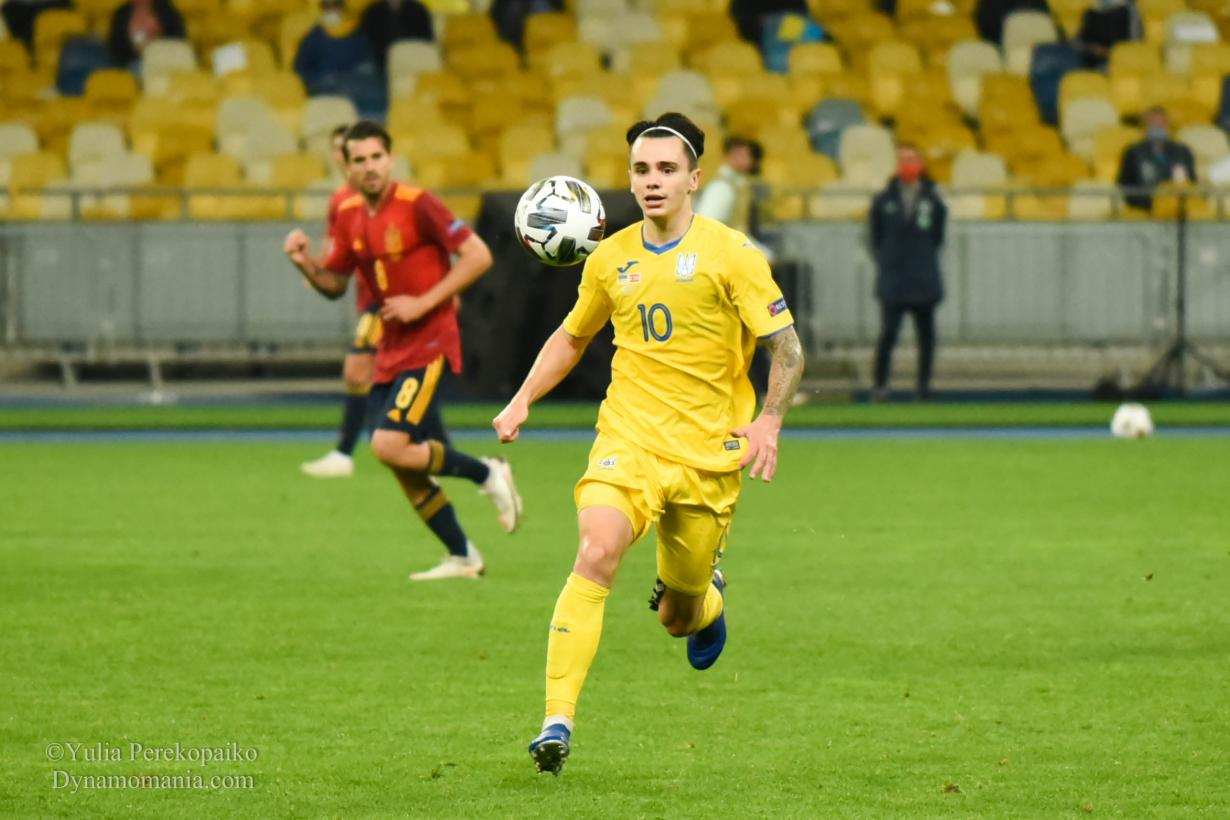
Шапаренко в составе сборной Украины в 2020 году

1 июня 2021 года был включен в официальную заявку сборной Украины главным тренером Андреем Шевченко для участия в матчах чемпионата Европы 2020 года. На турнире сыграл в пяти матчах сборной Украины, которая дошла до четвертьфинала.
4 сентября 2021 года забил первый гол за сборную Украины в ворота сборной Франции (1:1) в матче квалификации чемпионата мира по футболу, пробив в левую девятку ворот мощным ударом из-за штрафной.
21 июня 2024 года в рамках чемпионата Европы 2024 в матче второго тура группового
этапа против сборной Словакии, забил свой второй мяч за национальную команду, после чего отдал голевую передачу на Романа Яремчука; в итоге сборная Украины победила со счётом 1:2.

## Статистика

### Клубная
| Выступление      | Выступление      | Выступление      | Чемпионат | Чемпионат | Кубок | Кубок | Еврокубки | Еврокубки | Прочие | Прочие | Итого | Итого |
| Клуб             | Лига             | Сезон            | Игры      | Голы      | Игры  | Голы  | Игры      | Голы      | Игры   | Голы   | Игры  | Голы  |
| ---------------- | ---------------- | ---------------- | --------- | --------- | ----- | ----- | --------- | --------- | ------ | ------ | ----- | ----- |
| Ильичёвец        | Премьер-лига     | 2014/15          | 2         | 1         | 0     | 0     | 0         | 0         | 0      | 0      | 2     | 1     |
| Ильичёвец        | Итого            | Итого            | 2         | 1         | 0     | 0     | 0         | 0         | 0      | 0      | 2     | 1     |
| Динамо Киев      | Премьер-лига     | 2017/18          | 14        | 1         | 2     | 0     | 5         | 0         | 0      | 0      | 21    | 1     |
| Динамо Киев      | Премьер-лига     | 2018/19          | 22        | 5         | 2     | 2     | 8         | 1         | 1      | 0      | 33    | 8     |
| Динамо Киев      | Премьер-лига     | 2019/20          | 15        | 1         | 2     | 0     | 1         | 0         | 0      | 0      | 18    | 1     |
| Динамо Киев      | Премьер-лига     | 2020/21          | 24        | 4         | 3     | 0     | 11        | 1         | 1      | 0      | 39    | 5     |
| Динамо Киев      | Премьер-лига     | 2021/22          | 13        | 3         | 1     | 0     | 6         | 0         | 1      | 0      | 21    | 3     |
| Динамо Киев      | Итого            | Итого            | 88        | 14        | 10    | 0     | 31        | 2         | 3      | 0      | 132   | 16    |
| Всего за карьеру | Всего за карьеру | Всего за карьеру | 90        | 15        | 10    | 0     | 31        | 2         | 3      | 0      | 134   | 17    |

## Достижения

### Командные
«Динамо» (Киев)
- Чемпион Украины (2): 2020/21, 2024/25
- Серебряный призёр чемпионата Украины (4): 2017/18, 2018/19, 2019/20, 2023/24
- Обладатель Кубка Украины (2): 2019/20, 2020/21
- Обладатель Суперкубка Украины (3): 2018, 2019, 2020

### Личные
- Второй самый молодой автор гола в истории высшего дивизиона чемпионата Украины[3][8][9].